# 読書する娘
『読書する娘』（仏: La Liseuse, 英: Young Girl Reading）は、フランスのロココ期の画家ジャン・オノレ・フラゴナールが1769年頃に制作した絵画である。油彩。「空想的人物」と題された14点の肖像画連作の1つで、フラゴナールを代表する作品の1つとして知られる。
本作品は長年にわたって連作「空想的人物」に属する作品であるかどうか論じられており、本作品のキャンバスのサイズや、エネルギッシュで素早く滑らかなタッチは連作の他の作品と共通するものであった。2012年にフラゴナール自身が描いた連作のスケッチが発見され、その中に本作品のスケッチも含まれていることから連作の1つであることが確認された。現在はワシントンD.C.のナショナル・ギャラリーに所蔵されている。

## 作品
フラゴナールは窓辺で読書する若く愛らしい女性を描いている。彼女はゴールデンロッドイエローのドレスをまとい、頭を少し傾けて、右手に持った小さな本を読んでいる。フラゴナールは彼女を横からの視点で描いている。壁を背に座った彼女の背中と壁との間には大きなクッションが置かれており、画面を横切る手すりに左手を乗せて、クッションに背中を預けながら自然な姿勢で座っている。彼女のドレスの深いネックラインはレースで縁取られ、薄い白い生地で覆われた彼女の胸元をモーブ色のリボンで飾られている。襞襟と彼女の栗色の髪もまた同じくモーブ色のリボンで結ばれている。
フラゴナールは下準備として支持体に淡灰色と鹿毛色の2層の下地を塗っている。絵具は勢いよく塗られており、生き生きとした筆遣いを随所に見ることができる。ハイライトはインパストで施し、影の箇所は下地が部分的に見えるように薄いウォッシュを施している。女性の襞襟とネックラインのレースを縁取る影の線は、乾く前の白い絵具を筆の尻で切れ込みを入れて、下地層を露出させることで作っている。

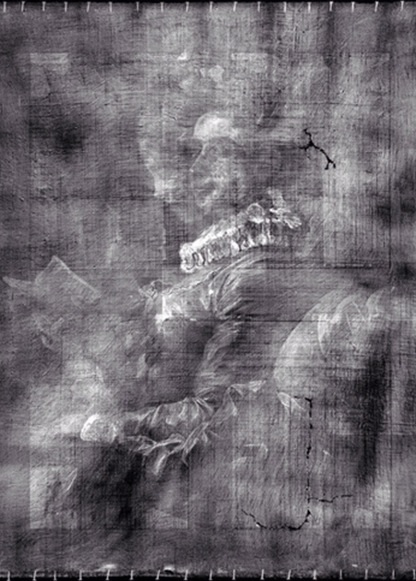
X線写真。元の肖像画の頭部とキャンバスが破れた痕跡が見られる。

1985年、ナショナル・ギャラリーの修復家によってX線撮影を用いた科学的調査が行われた。その結果、現在の絵画の下から別の肖像画とある時期にキャンバスが破れたのち修復されたことを示す黒い線が発見された。この肖像画は顔がモデルが鑑賞者の側を向いた4分の3正面像として描かれていた。当初、この肖像画は男性と考えられていたが、2013年から2015年にかけて実施された科学的調査（鉛白と朱色の両方の赤外線偽色画像と蛍光X線分析元素マッピング）により、鑑賞者の側を見つめているビーズと羽毛の頭飾りを身に着けた女性の頭であることが判明した。これらの描写は肉眼でもペンティメントとしてわずかに確認できる。また断面分析では2つの頭部の間に中間塗装層がなく、フラゴナールが最初の肖像画から新しく横向きの顔を描くまでの間に少なくとも6か月以上の月日が経過していたことが指摘されている。
こうした分析結果は本作品と連作「空想的人物」との関係性についての議論に示唆を与えるものであった。連作の諸作品と本作品の間にはモデルの女性のポーズに相違点があることが指摘されていた。連作の諸作品では人物像は多くの場合ドラマチックなポーズをとり、顔を鑑賞者の側に向けているのに対して、本作品の女性像は横を向いて静かに読書にふけっているように見える。しかしもともと女性像が鑑賞者の側を向いていたことは、本作品が連作に属する作品であることを示唆している。
フラゴナールが肖像画を描き直した理由は不明である。2012年にパリで公開されたフラゴナールの連作のスケッチでは、本作品のみモデルの名前が記されていない。おそらくモデルの女性またはパトロンが絵画を拒否したため、フラゴナールは美術市場で売却するために特定の個人の肖像画ではなく日常生活の一般的なシーンに変更して描き直したことが考えられる。
絵画の保存状態は良好である。1985年に変色したワニスが取り除かれた。1986年にはやや色調の強いワニスが塗布された。

## 来歴

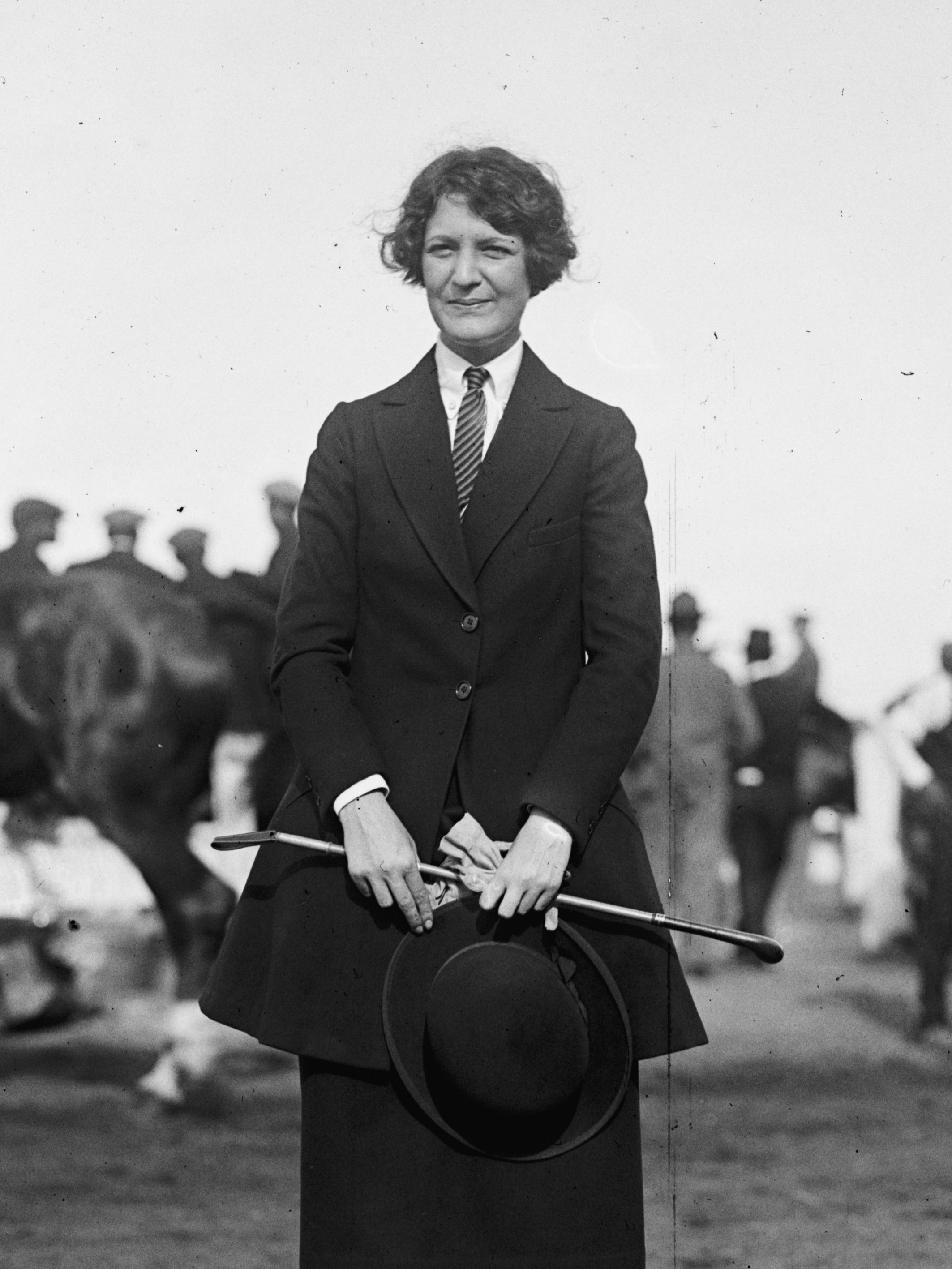
慈善家エイルサ・メロン・ブルース。

本作品に関する最古の記録は1776年までさかのぼり、この年にパリのオテル・ダリーグルで売却されている。この売却と関連してヴェッリエ（Verrier）なる人物の名前が挙げられているが、この時の売却がどういう性質のものであったのかはよく分かっていない。そののち1780年のオテル・ド・ブリオンの競売でジャン・フランソワ・ルロワ・ド・セネヴィル（Jean François Leroy de Sennéville）のコレクションに加わる。その後は美術コレクターであったシピエール侯爵カジミール・ペラン（Casimir Perrin, marquis de Cypierre）や、ピエール・ド・ケルゴルレイ伯爵（Comte Pierre de Kergorlay）、工学者エルネスト・クロニエ、外科医として知られるテオドール・テュフィエといった所有者を経て、1930年までには広告会社マッキャンエリクソンの創業者アルフレッド・W・エリクソン（Alfred W. Erickson）のコレクションにあった。彼の死後は妻アンナ・エディス・マッキャン・エリクソン（Anna Edith McCann Erickson）に相続された。アンナが死去した1961年の11月15日に絵画がパーク＝バーネットで売りに出されると、ナショナル・ギャラリーはアメリカ合衆国財務長官を務めたアンドリュー・メロンの娘で慈善家のエイルサ・メロン・ブルースより提供された資金で購入した。

## ギャラリー

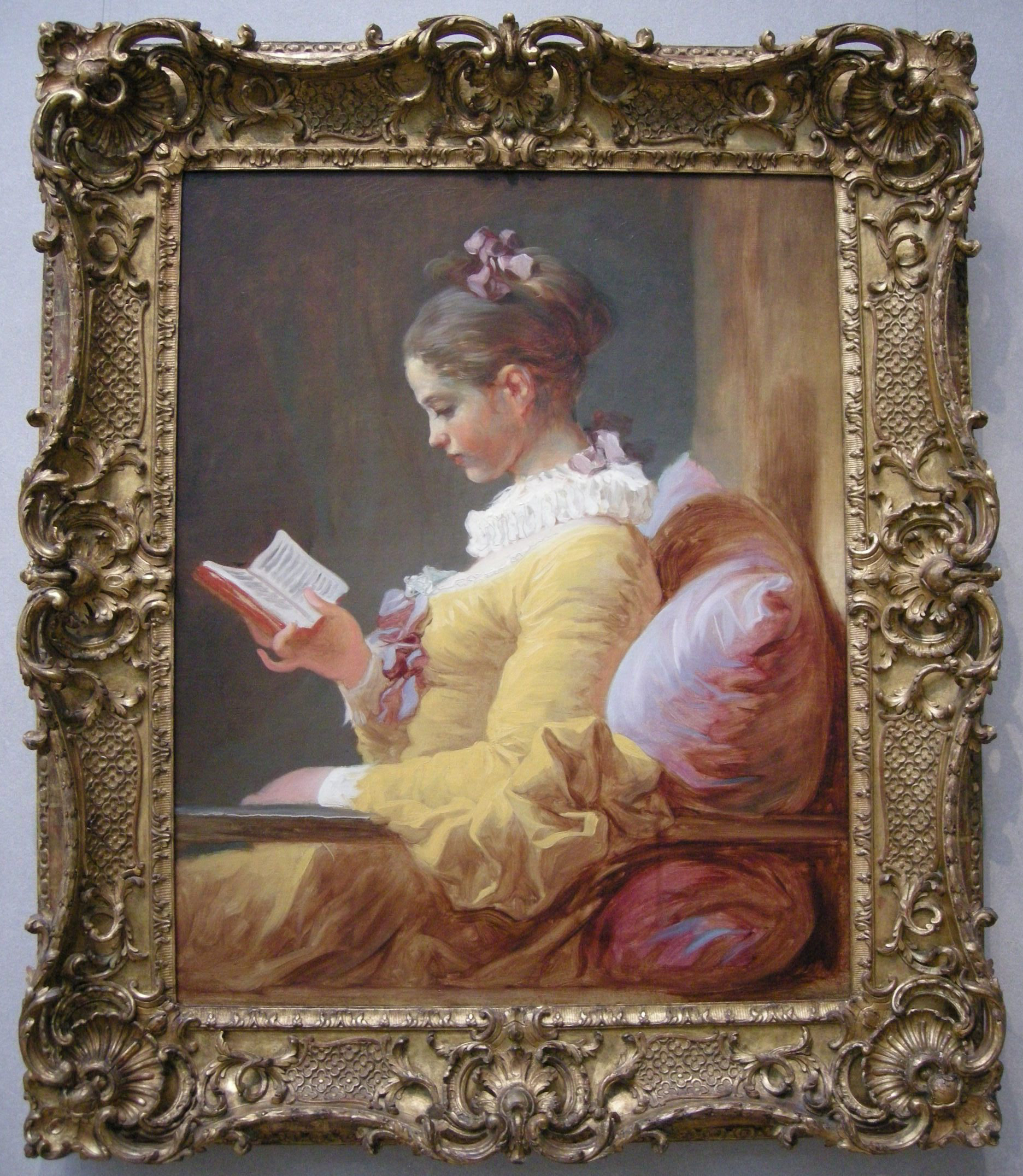
額縁
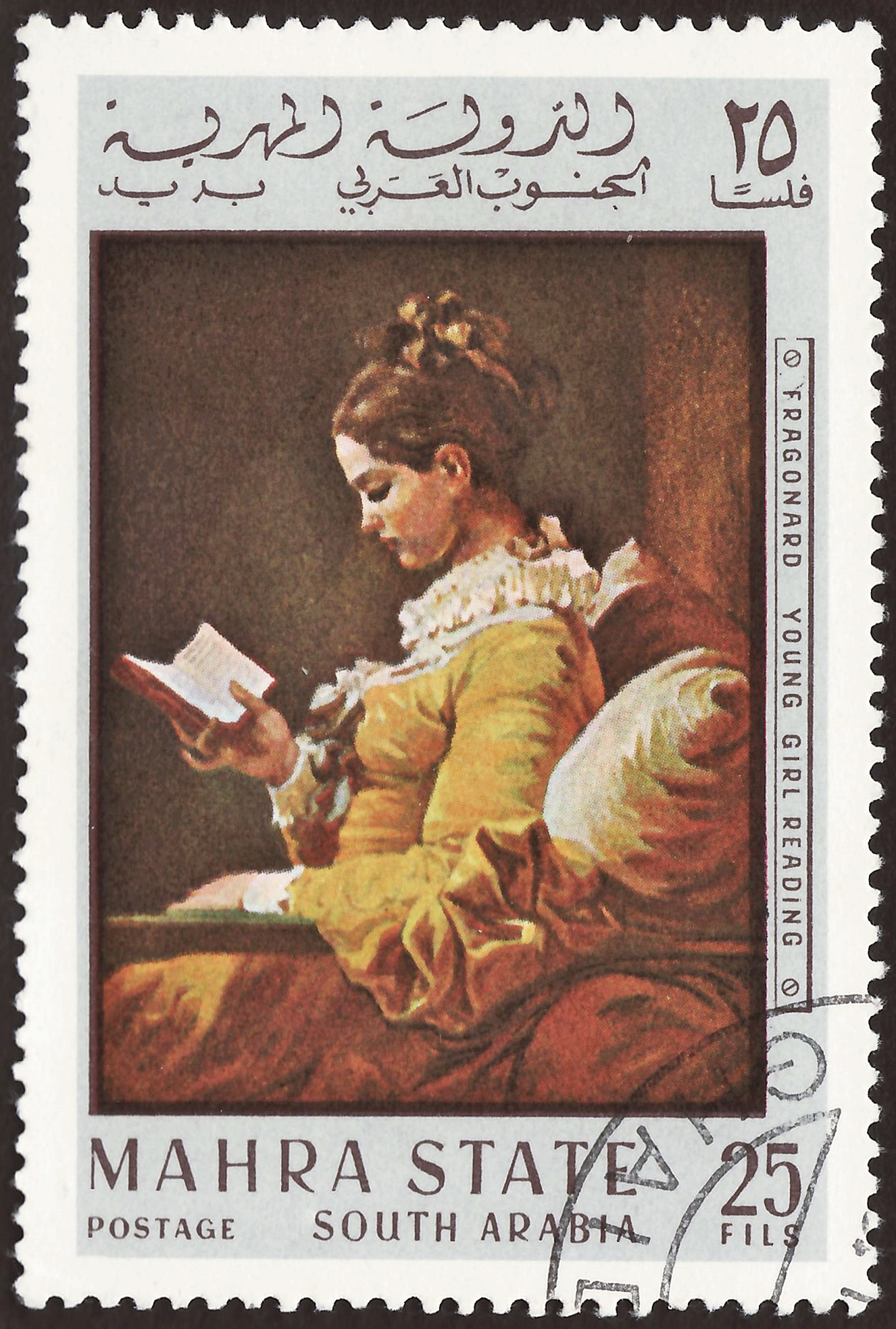
切手

連作「空想的人物」の他の作品

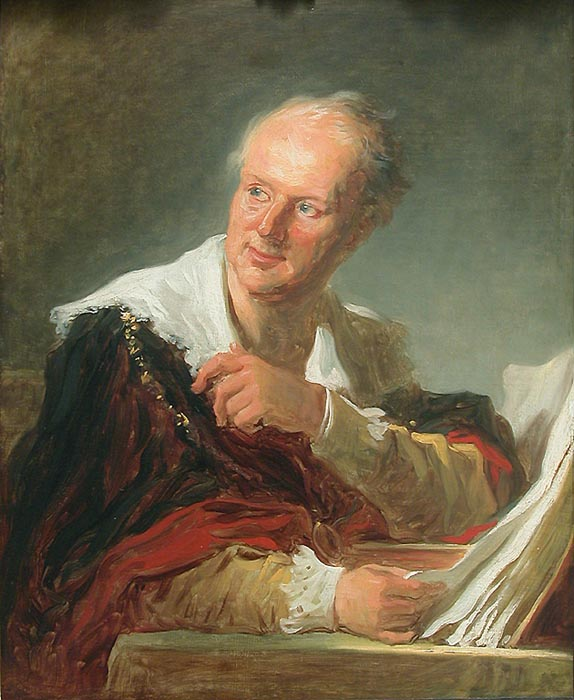
『ディドロの肖像』ルーヴル美術館所蔵
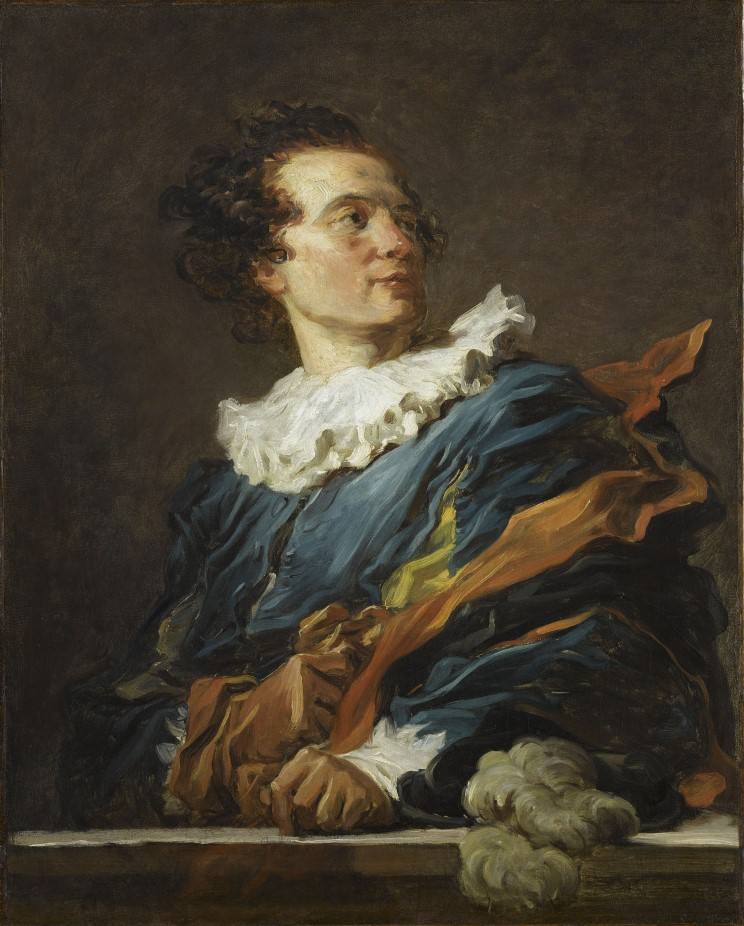
『サンノン修道院長の肖像』ルーヴル美術館所蔵
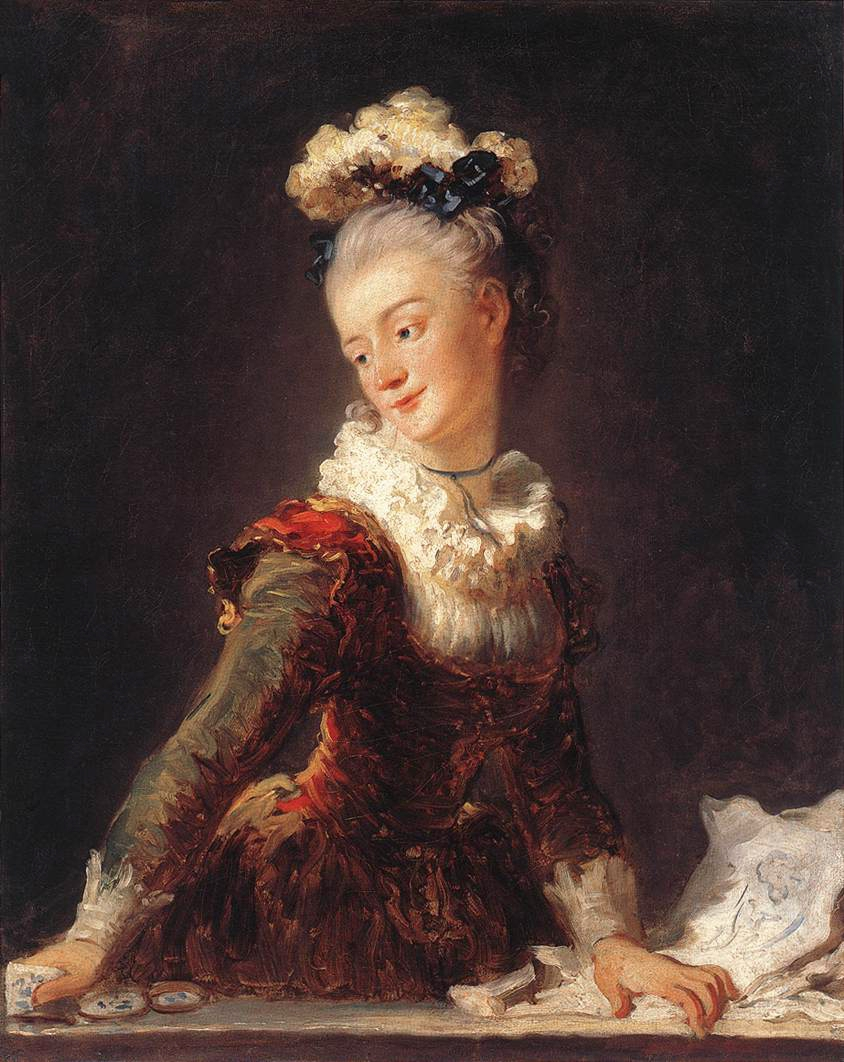
『女性の肖像（マリー＝マドレーヌ・ギマールの肖像）』ルーヴル美術館所蔵
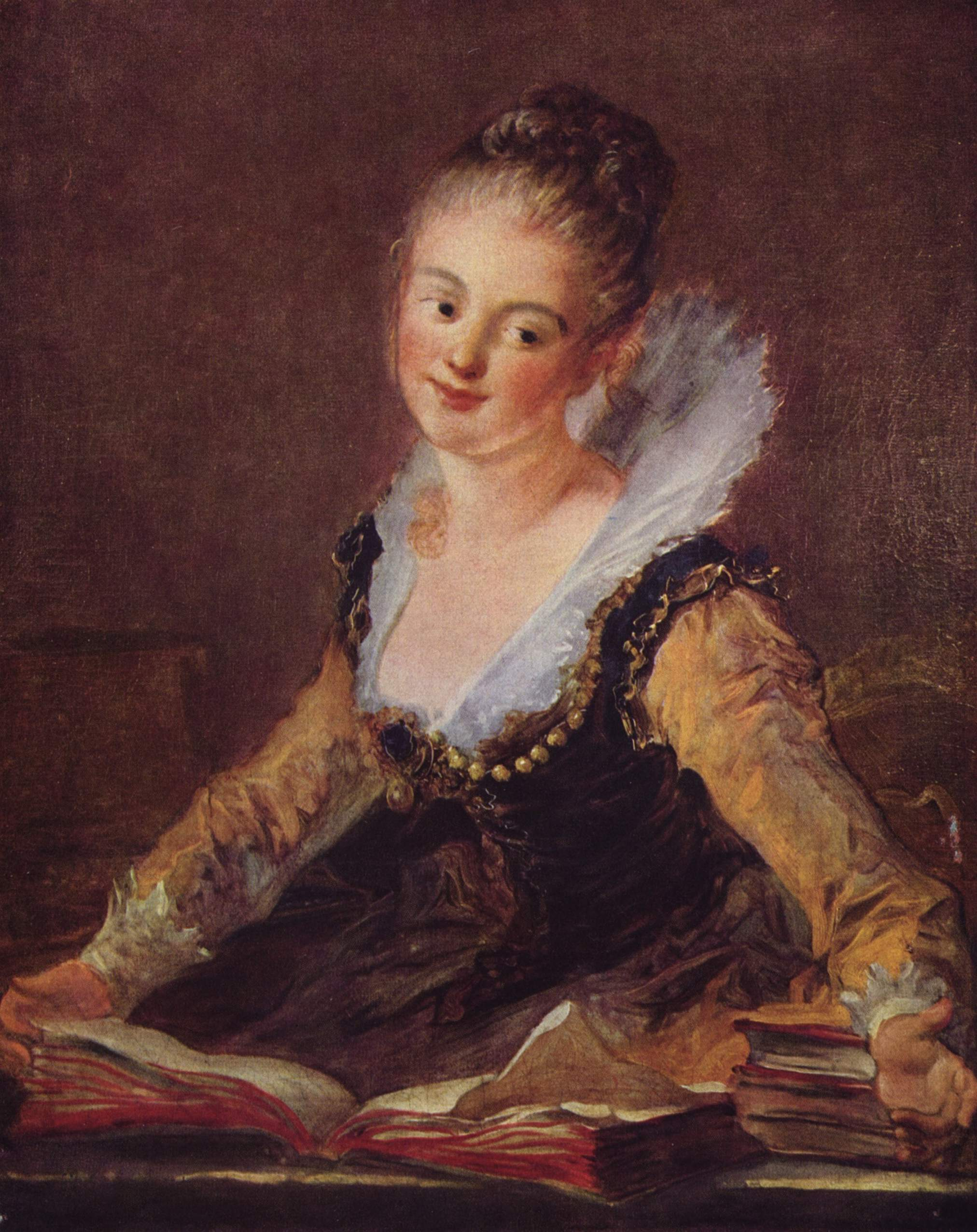
『学習、あるいは歌』ルーヴル美術館所蔵
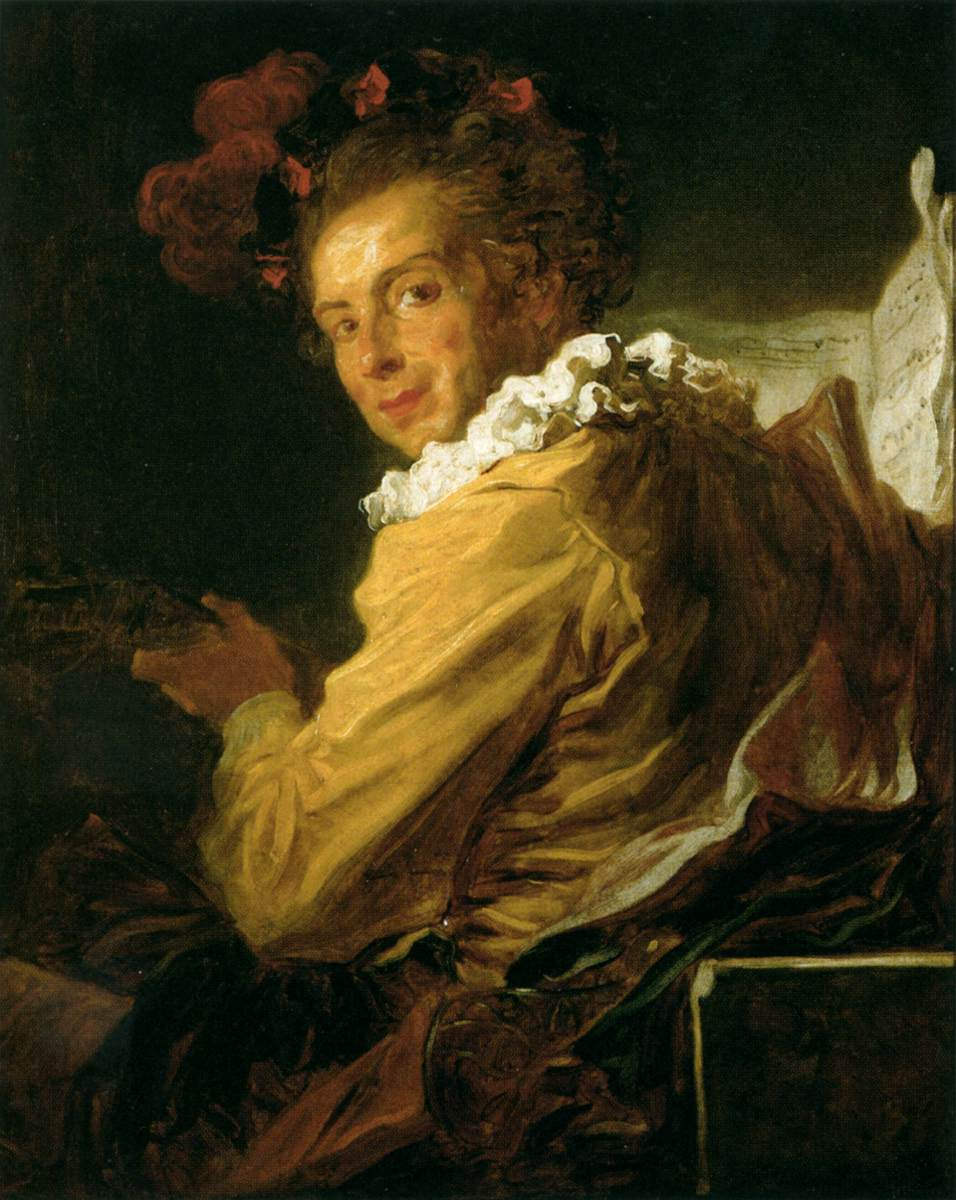
『音楽（ラ・ブルテシュの肖像）』ルーヴル美術館所蔵
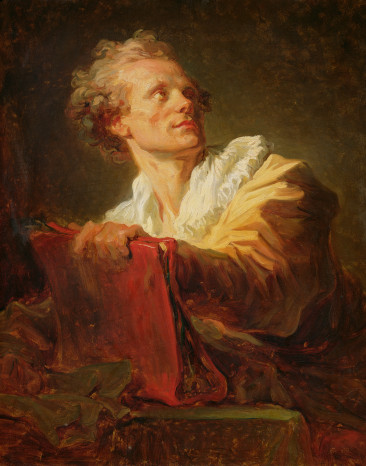
『若い芸術家の肖像』ルーヴル美術館所蔵
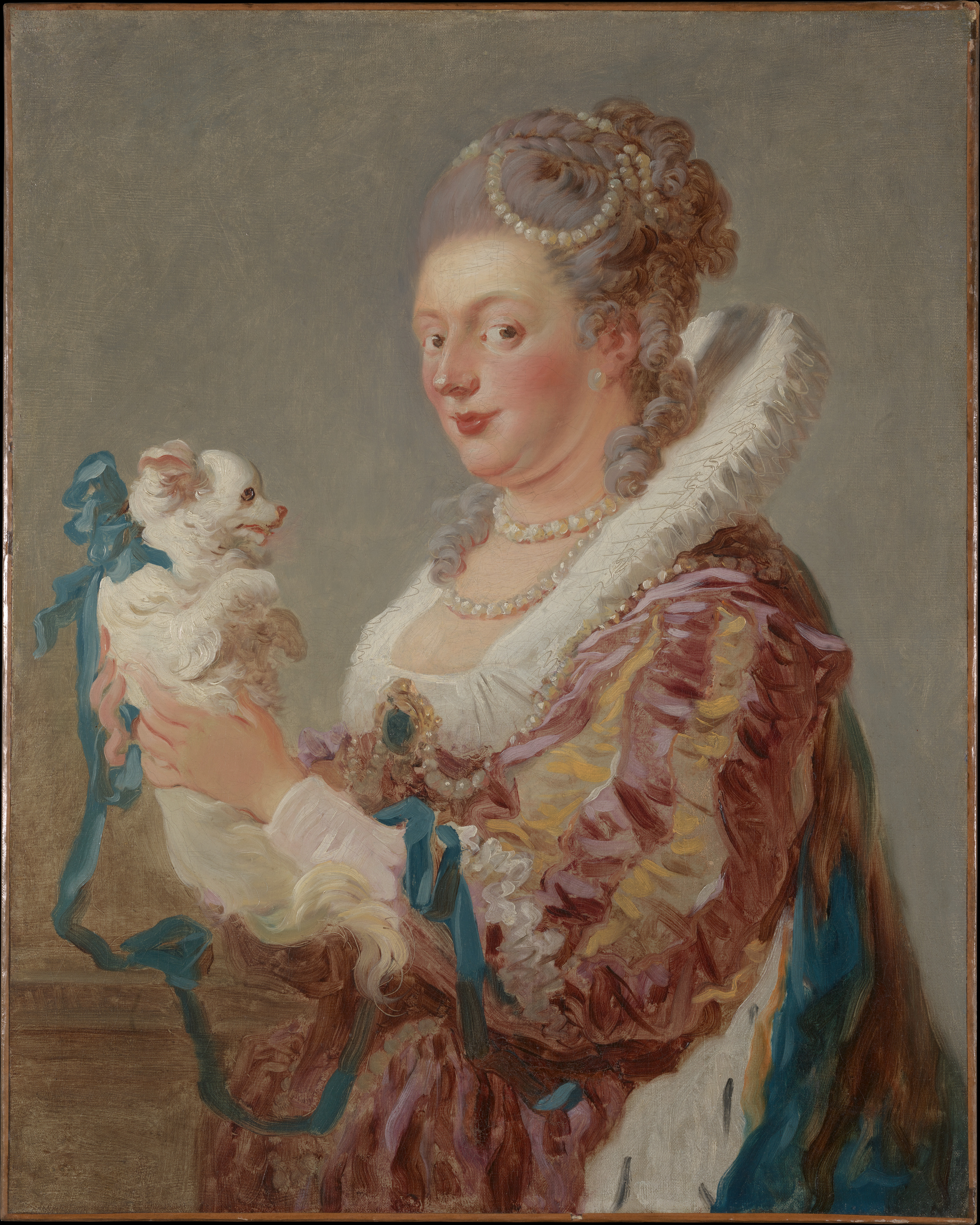
『犬を連れた女性』メトロポリタン美術館所蔵
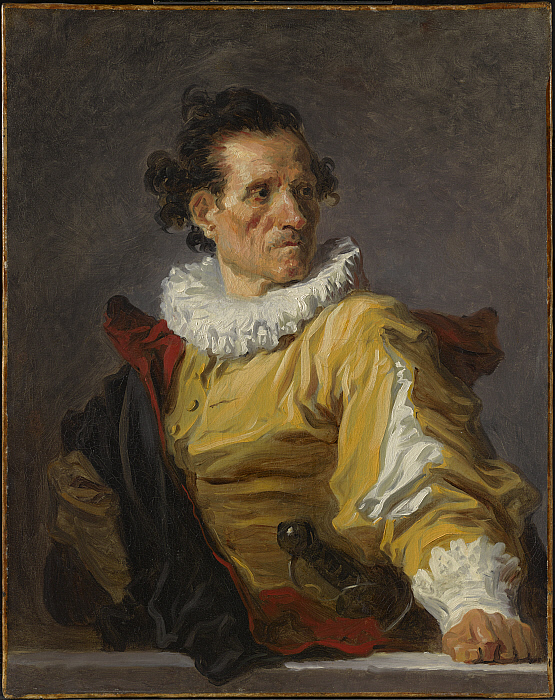
『戦士』クラーク・アート・インスティテュート（英語版）所蔵